# Rocco Petrone
Rocco Petrone (31 mars 1926 - 24 août 2006) était un ingénieur américain qui a été le troisième directeur du centre de vol spatial Marshall de la NASA de 1973 à 1974. Auparavant, il a été directeur des opérations de lancement au centre spatial Kennedy, à partir de juillet 1966 jusqu'à septembre 1969 et, ensuite, directeur du programme Apollo.

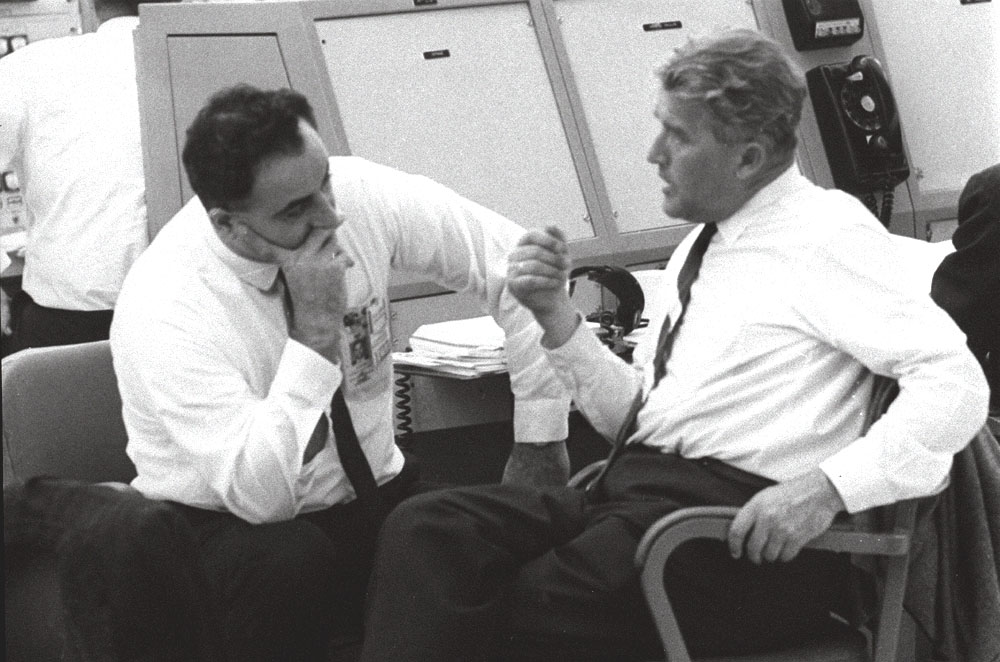
Rocco Petrone parle avec Wernher von Braun, pendant une pause de la préparation du lancement de Apollo 1.